# Don't Mess Up My Tempo
Don't Mess Up My Tempo è il quinto album in studio in lingua coreana (il sesto complessivo) del gruppo musicale sudcoreano Exo. È stato pubblicato il 2 novembre 2018 da SM Entertainment. 

## Descrizione
Nell'album è presente anche Lay, che prende parte nella versione in cinese del singolo estratto dall'album "Tempo", facendo così la sua prima apparizione nel gruppo dopo 2 anni. L'album ha debuttato alla prima posizione nella classifica di Gaon Album Chart. L'album contiene undici tracce, quindi nella riedizione, ed è uscito in quattro versioni: Allegro, Moderato, Andante e Vivace.

## Tracce
1. Tempo – 3:44 (testo: Penomeco, Yoo Young-jin, JQ (Makeumine Works) – musica: Orange Factory Music, Jamil "Digi" Chammas, Leven Kali, Jeremy "Tay" Jasper, Adrian McKinnon, MZMC)
2. Sign – 3:13 (testo: JQ (Makeumine Works), Mola (Makeumine Works), Park Yu-rim (Makeumine Works) – musica: Harvey Mason Jr., Damon Thomas , Kevin Randolph, Patrick "J. Que" Smith, Dewain Whitmore Jr., Britt Burton, Andrew Hey)
3. Ooh La La La (닿은 순간 Moment of Touch) – 3:07 (testo: Hwang Yoo-bin – musica: Jamil "Digi" Chammas, Andrew Bazzi, Justin Lucas, Anthony Pavel, MZMC)
4. Gravity – 3:54 (testo: Chanyeol, Jeon Gan-di – musica: LDN Noise, Deez, Adrian McKinnon)
5. With You (가끔 Sometimes) – 3:08 (testo: Chanyeol, Kim Min-ji – musica: Chanyeol, Sons of Sonix)
6. 24/7 – 4:03 (testo: Kenzie – musica: Harvey Mason Jr., The Wavys, The Wildcardz , Andrew Hey)
7. Bad Dream (후폭풍 After Storm) – 3:56 (testo: Seo Ji-eum – musica: Mike Daley, Mitchell Owens, Bianca Atterberry, Deez)
8. Damage – 3:29 (testo: Shin Jin-hye – musica: LDN Noise, Deez, Adrian McKinnon)
9. Smile On My Face (여기 있을게 I'll Be Here) – 3:38 (testo: JQ (Makeumine Works), Park Ji-hee (Makeumine Works) – musica: Brian Kennedy, Iain James, Samuel Jensen)
10. Oasis (오아시스) – 3:14 (testo: Jo Yoon-kyung – musica: Kevin White (Rice N' Peas), Michael Woods (Rice N' Peas), Andrew Bazzi (Rice N' Peas), MZMC)
11. Tempo (节奏) – 3:44 (testo: Arys Chien – musica: Jamil "Digi" Chammas, Leven Kali, Jeremy "Tay" Jasper, Adrian McKinnon, MZMC)

## Classifiche

### Classifiche settimanali
| Classifica (2018) | Posizione massima |
| ----------------- | ----------------- |
| Australia         | 67                |
| Belgio (Fiandre)  | 84                |
| Belgio (Vallonia) | 158               |
| Canada            | 74                |
| Cina              | 1                 |
| Corea del Sud     | 1                 |
| Estonia           | 19                |
| Francia           | 191               |
| Giappone          | 3                 |
| Lettonia          | 30                |
| Lituania          | 19                |
| Paesi Bassi       | 90                |
| Stati Uniti       | 23                |

### Classifiche di fine anno
| Classifica (2018) | Posizione |
| ----------------- | --------- |
| Cina              | 1         |
| Corea del Sud     | 3         |

## Love Shot
Una riedizione dell'album è stata pubblicata il 13 dicembre 2018 sotto il nome di Love Shot.

### Tracce
1. Love Shot – 3:20 (testo: Jo Yoon-kyung, Chen, Chanyeol – musica: Mike Woods (Rice N' Peas), Kevin White (Rice N' Peas), Andrew Bazzi (Rice N' Peas), Anthony Russo, MZMC)
2. Tempo – 3:44
3. Trauma (트라우마) – 3:42 (testo: Jo Yoon-kyung – musica: Keynon "KC" Moore (3Sixty), Cedric "Dabenchwarma" Smith (3Sixty), Ryan S. Jhun, Danny Jones (3Sixty))
4. Wait – 4:08 (testo: Seo Ji-eum – musica: Andreas Öberg, Jimmy Burney)
5. Sign – 3:13
6. Ooh La La La (닿은 순간 Moment of Touch) – 3:07
7. Gravity – 3:54
8. With You (가끔 Sometimes) – 3:08
9. 24/7 – 4:03
10. Bad Dream (후폭풍 After Storm) – 3:56
11. Damage – 3:29
12. Smile On My Face (여기 있을게 I'll Be Here) – 3:38
13. Oasis (오아시스) – 3:14
14. Love Shot (宣告) (Chinese version) – 3:20 (testo: Lu Yi Qiu – musica: Kevin White (Rice N' Peas), Mike Woods (Rice N' Peas), Andrew Bazzi (Rice N' Peas), Anthony Russo, MZMC)
15. Tempo (节奏) – 3:44

### Classifiche
| Classifica (2018) | Posizione massima |
| ----------------- | ----------------- |
| Corea del Sud     | 1                 |
| Giappone          | 3                 |
| Lettonia          | 16                |

## Successo commerciale
| Nazione                     | Vendite   | Vendite   | Totale    |
| Nazione                     | DMUMT     | Love Shot | Totale    |
| --------------------------- | --------- | --------- | --------- |
| Cina                        | 811.510   | 1.072.824 | 1.884.000 |
| Giappone (Oricon)           | 64.613    | —         | 64.613    |
| Corea del Sud (Gaon)        | 1.452.030 | 513.512   | 1.965.542 |
| Stati Uniti (Luminate Data) | 50.000    | —         | 50.000    |